# Flemingsberg

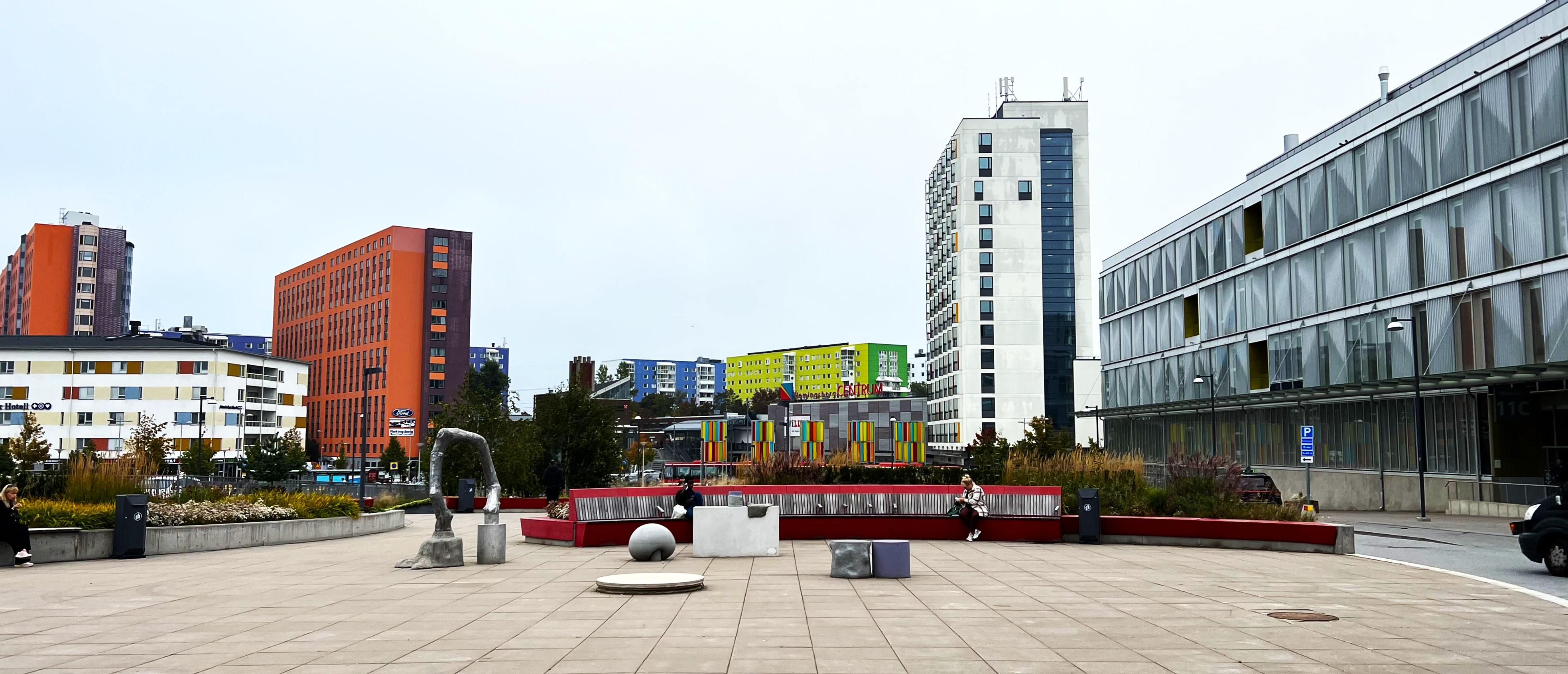
Flemingsbergs centrum sett från huvudentrén till Karolinska universitetssjukhuset.

Flemingsberg är en kommundel i Huddinge kommun, Stockholms län. Bebyggelsen ligger i sydvästra delen av Stockholms sammanhängande tätortsområde. Folkmängden i Flemingsberg är omkring 17 500.
I kommundelen arbetar cirka 12 000 personer, många vid Karolinska universitetssjukhuset Huddinge. Cirka 20 000 studenter läser vid Södertörns högskola, Karolinska Institutet i Huddinge och Kungliga Tekniska Högskolans campus i Flemingsberg. Sedan januari 2015 ligger även Polishögskolan i Flemingsberg och är en del av Södertörns högskola. 

## Historia

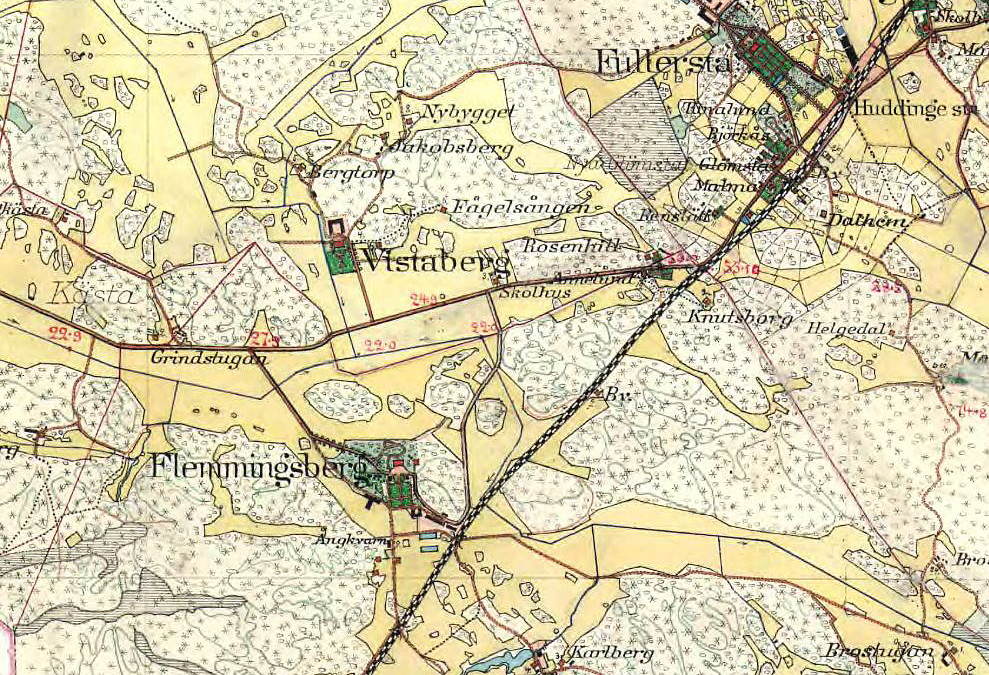
Flemingsberg omkring 1900.

Flemingsberg har fått sitt namn efter Flemingsbergs gård. Gårdens nuvarande huvudbyggnad uppfördes på 1790-talet. Byn där Flemingsbergs säteri anlades på 1600-talet hette ursprungligen Annersta, men när den kommit i släkten Flemings ägo genom Henrik Flemings äktenskap med Ebba Erlandsdotter Bååt, ändrades namnet till Flemingsberg. Ebba Bååts väg, som leder upp till gården påminner om henne idag. Den nuvarande herrgården byggdes under den stora husbehovsbränningsperioden, och socknens största brännvinsbrännare fanns här. Pehr Pettersson, senare kallad Patron Pehr, arrenderade gården av Axel Odelberg och bytte ut apparaten mot en modernare ångdriven anläggning. Den nya anordningen gav dubbelt så mycket brännvin per tunna potatis. 1855 stoppade staten hembränningen och herrgårdsbränneriet lade ner sin verksamhet.
Tidigare räknades Flemingsberg som en egen liten tätort med en befolkning (1965) omfattande 260 personer. I samband med den därefter följande kraftiga utbyggnaden av bostäder och verksamheter i området kom det från 1970 att anses som sammanväxt med och ingående i tätorten Stockholm. Flemingsbergs vattentorn uppfördes 1973. Den höga, slanka och svampliknande konstruktionen har blivit ett välkänt landmärke i Flemingsberg och omgivning.

## Dagens Flemingsberg

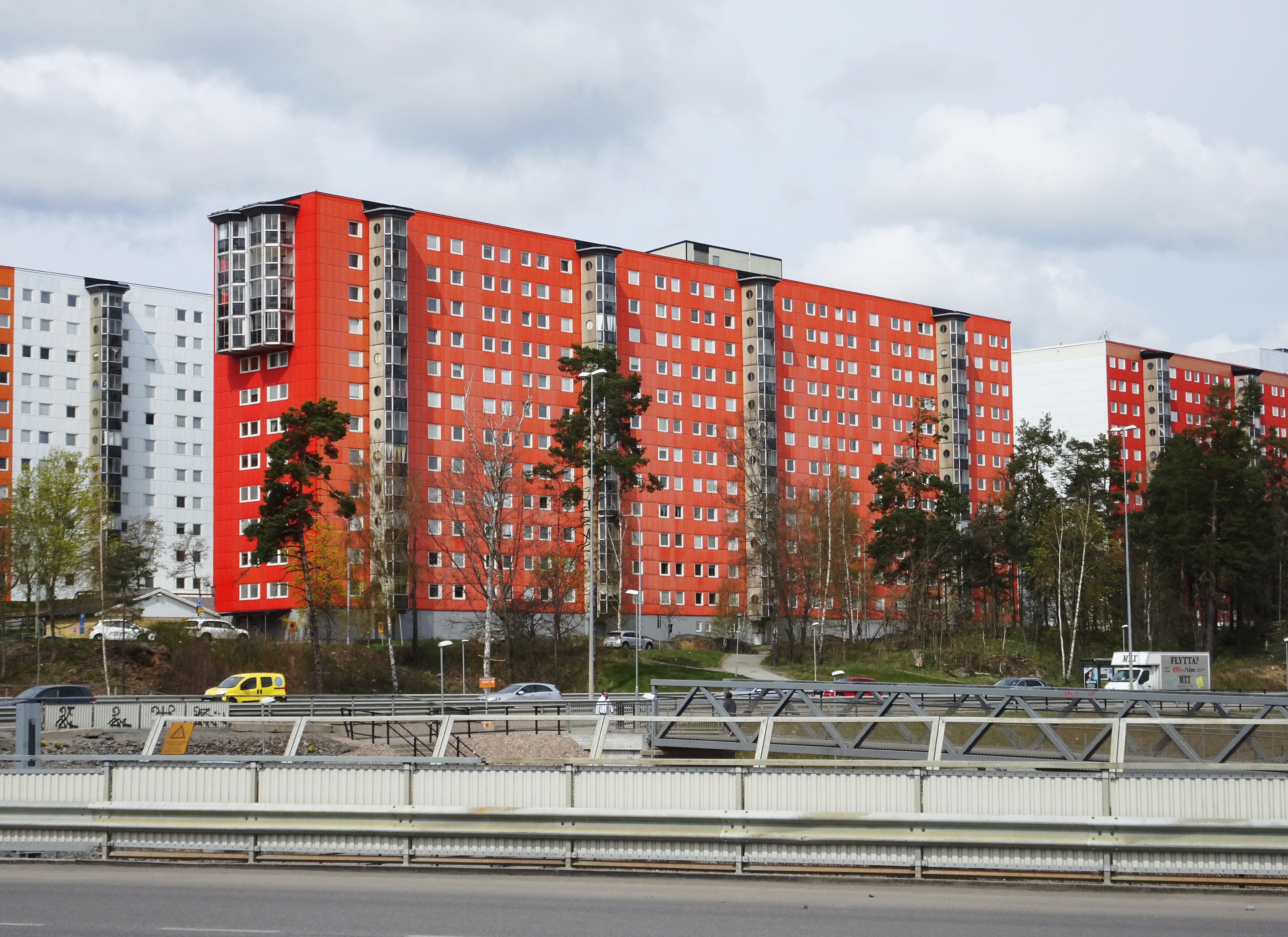
Grantorps färgglada bostadshus, vy från Flemingsbergs station, 2021.

I västra Flemingsberg finns bland annat Campus Flemingsberg med Södertörns högskola,  Novum Forskningspark, Karolinska Universitetssjukhuset i Huddinge (tidigare Huddinge Universitetssjukhus och Huddinge sjukhus), delar av Karolinska Institutet med till exempel tandläkar- och specialistsjuksköterskeutbildningen. Vidare har också Kungliga Tekniska Högskolan ett campus, med utbildningar inom medicinsk teknik, här. Det så kallade Ronald McDonald Hus finns vid Alfred Nobels allé 20 söder om Karolinska Universitetssjukhuset i Huddinge. 
Vid Alfred Nobels allé 41 uppfördes åren 2010 till 2012 vårdanläggningen Helix, som är specialritad för Rättsmedicinalverkets verksamhet Rättspsykiatri Vård Syd och tilldelades år 2013 utmärkelsen Årets Bygge. ”Helix” var namnet för det vinnande förslaget i Locums projekttävling som vanns av BSK Arkitekter med konsultlag. Även Polishögskolan kommer från och med januari 2015 att bedrivas i Flemingsberg.
Sedan september 2014 har byggnationen av Technology for Health påbörjats. Anläggningen kommer att bestå av två byggnader som kommer att bli en del av Stockholmregionens satsning på Life Science. De största hyresgästerna kommer att vara Kungliga Tekniska högskolan, Karolinska Institutet och Röda Korsets högskola.
Ett par hundra meter från Flemingsberg centrum hittar man kommunala Annerstaskolan med mer än 600 elever från årskurs 1-9. Kästa villaområde ligger i den västra delen av Västra Flemingsberg.
- Flemingsberg centrum, mittemot Karolinska Universitetssjukhuset i Huddinge, är kommundelens centrum med affärer, Flemingsbergs bibliotek, Flemingsbergs kyrka, pastorsexpedition och skola.

- Grantorp (Västra Flemingsberg) byggdes upp som en del av miljonprogrammet. Karaktäristiskt är arton åtta-, elva-, tolv- och fjorton-våningshus uppförda i början av 1970-talet efter ritningar av arkitekt Hans Matell. Fasaderna är klädda med aluminiumpaneler lackerade i regnbågens klara färger och färgsatta av konstnären Gert Marcus. Grantorp klassas av kommunen som "särskilt värdefull kulturmiljö".[6]

- Visättra (Östra Flemingsberg), belägen på östra sidan om Flemingsbergs järnvägsstation, finns på höjden Visättra. Precis vid Flemingsbergs järnvägsstations södra utgång, det vita stationshuset, på Visättrasidan ligger även ett rättscentrum med polishus (öppnat under våren 1995) och häktet Flemingsberg (öppnat i oktober 1995), tingshus (invigt 20 april 2007) för Södertörns tingsrätt, samt en byggnad för Södertörns åklagarkammare uppförd intill polishuset. I östra Flemingsberg ligger även Flemingsbergs industriområde som började iordningställas i början av 1960-talet. Första företag som flyttade hit var Billman-Regulators fabriksanläggning, invigd 1964.

- Flemingsbergsdalen är ett område i anslutning till Flemingsbergs station med ett nytt centrum och ett hundratal bostäder.[7] Området bebyggdes mellan 2014 och 2017. [8]

## Framtidsvisioner
I februari 2018 antog Huddinge kommun ett utvecklingsprogram för Flemingsberg och Flemingsbergsdalen, Flemingsberg 2050 – där kunskap och kreativitet möts i södra Stockholm. Utvecklingsprogrammet är framtaget tillsammans med Botkyrka kommun och Stockholms läns landsting och ger en bild av hur den regionala stadskärnan Flemingsberg skall utvecklas fram till år 2050. Ett av målen i utvecklingsprogrammet är att skapa ett stadscentrum i Flemingsberg.

## Bilder, byggnader i urval

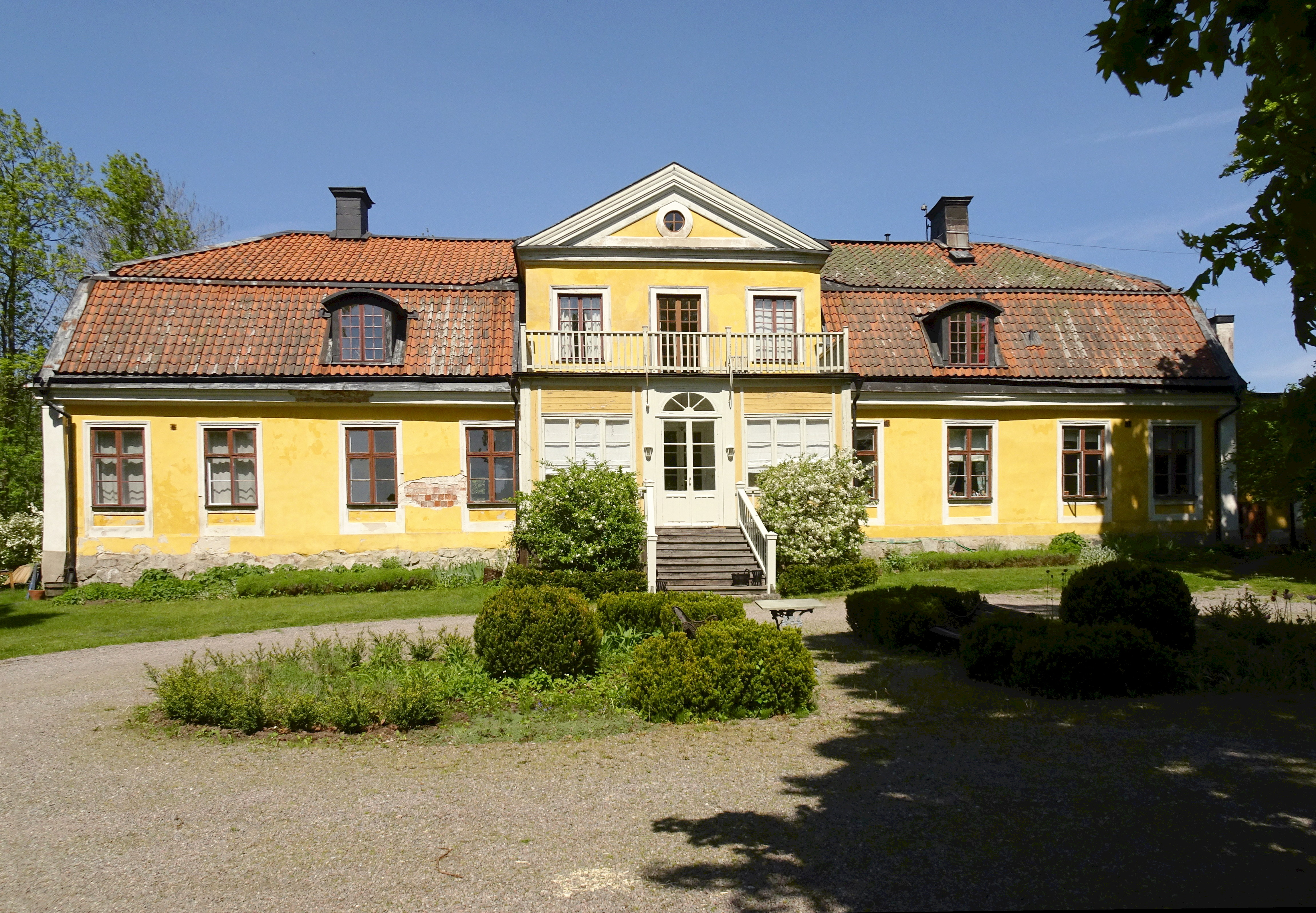
Flemingsbergs gård
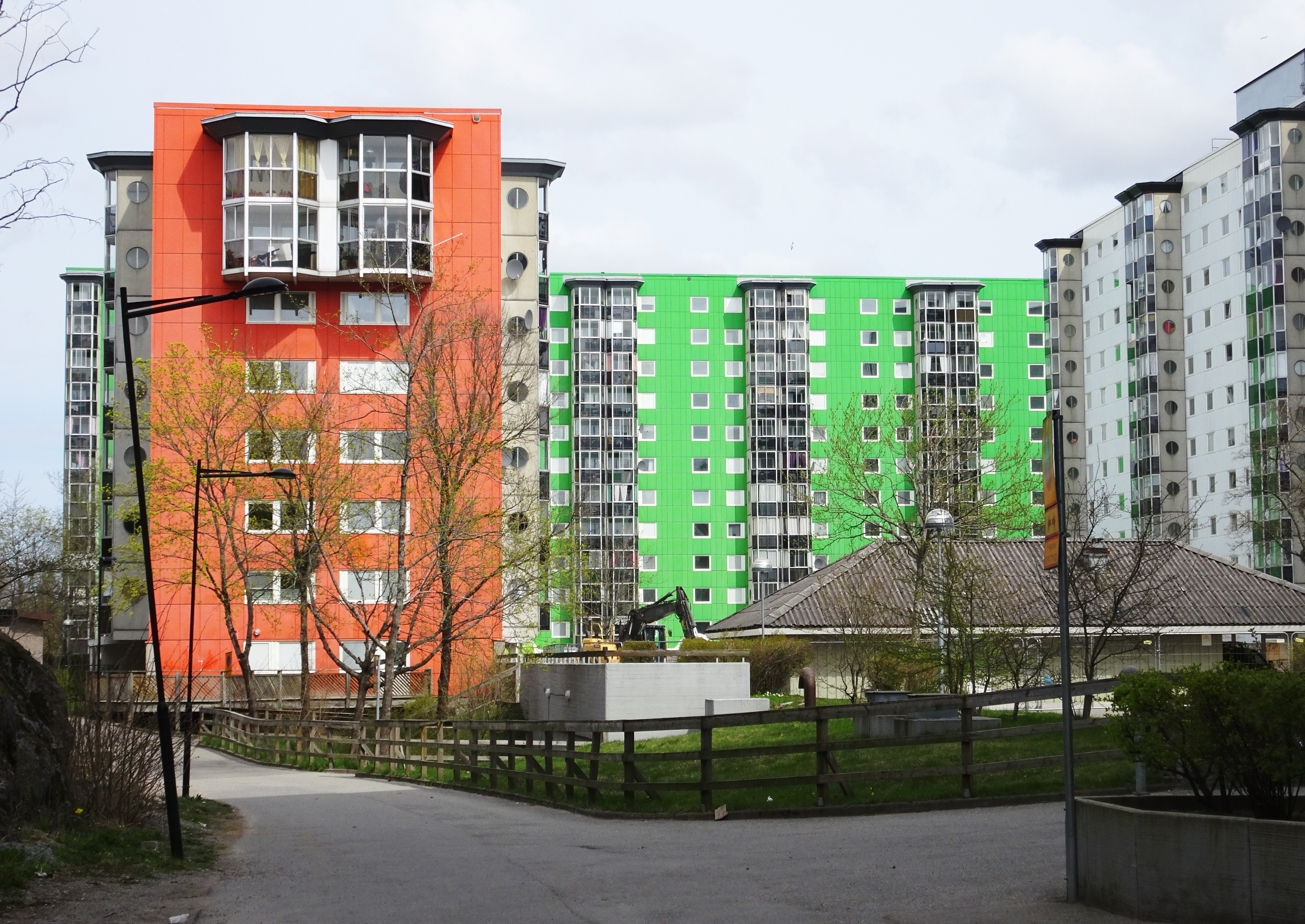
Grantorp, Terapivägen
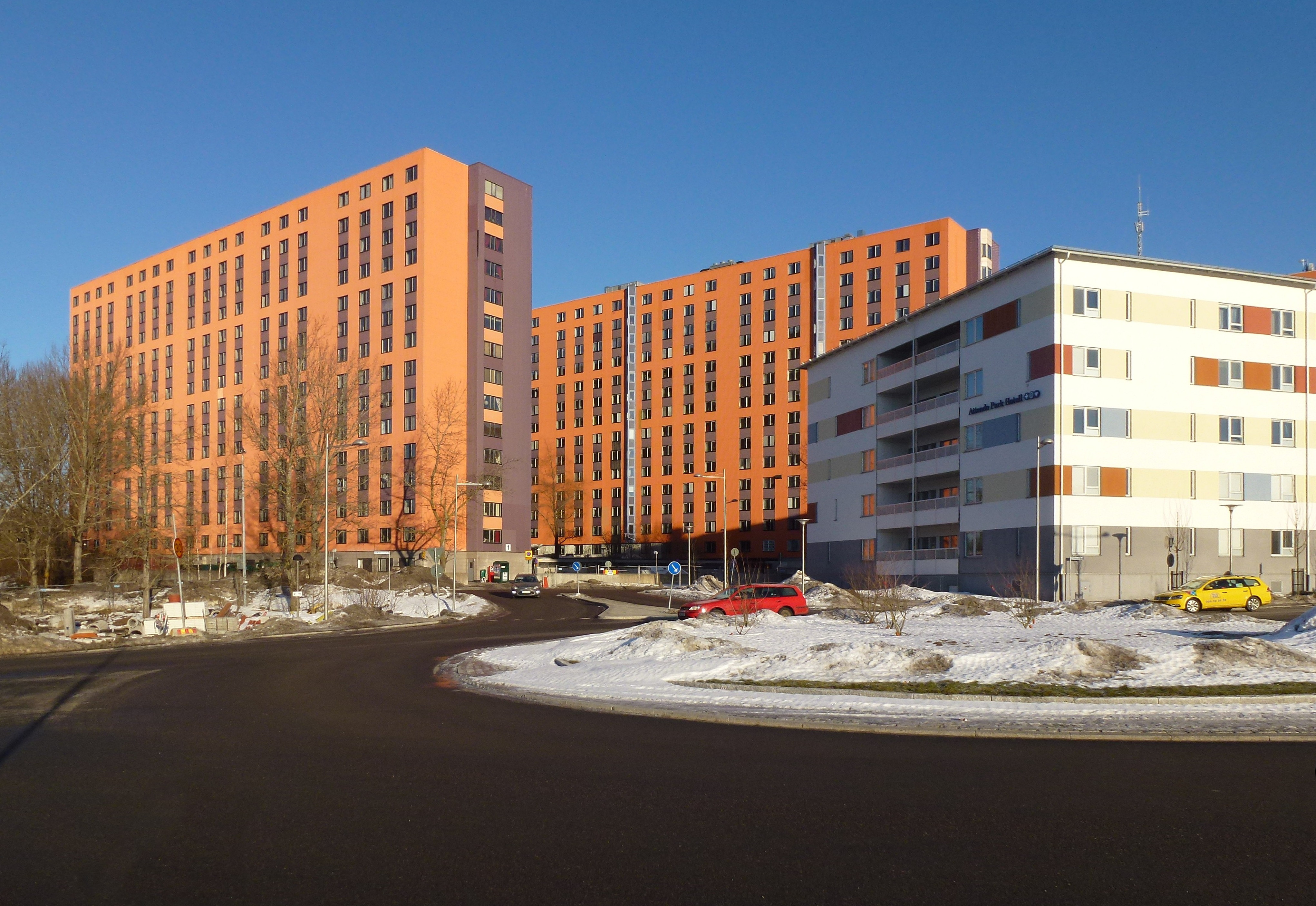
Grantorp, Röntgenvägen
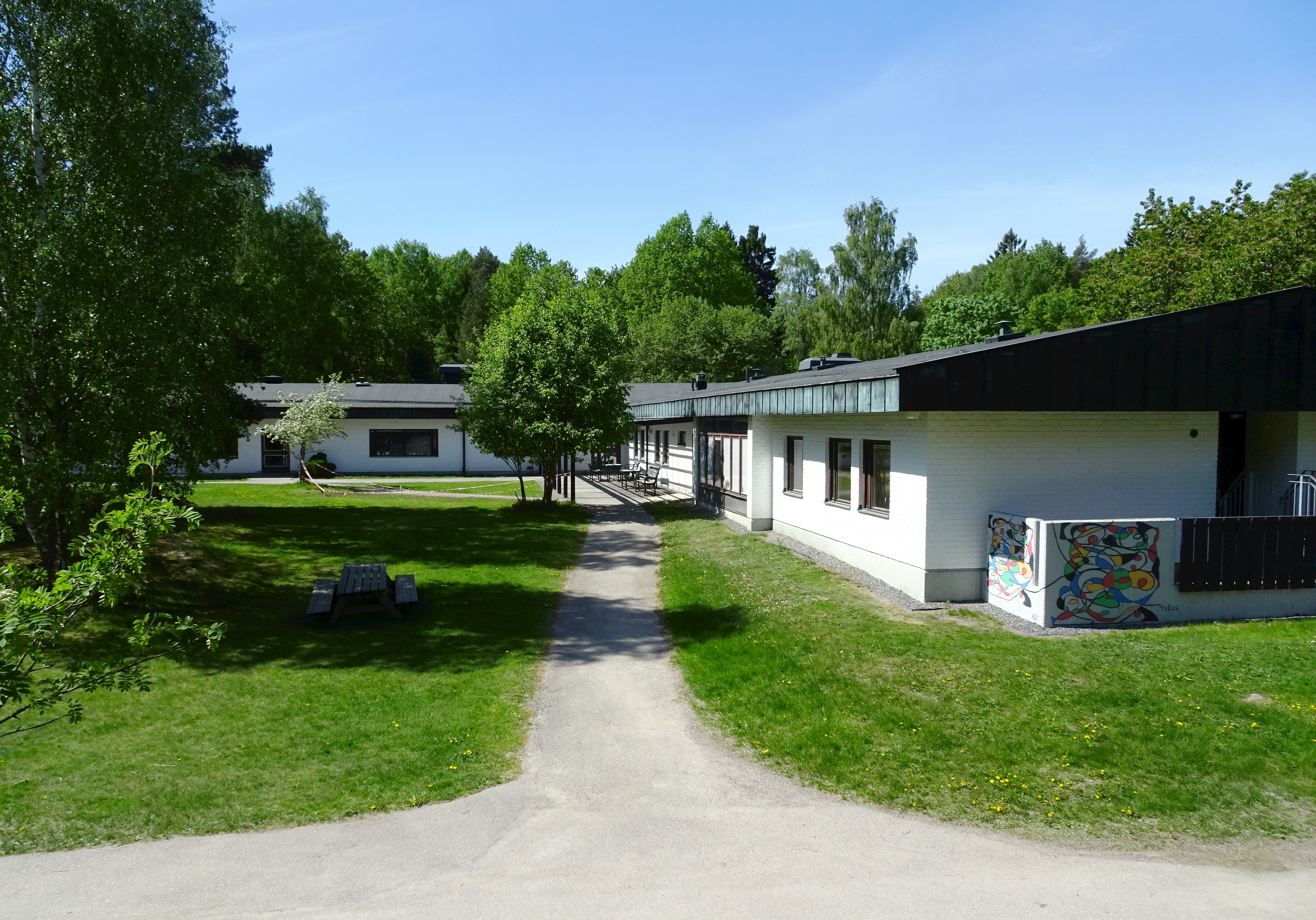
Björnkullagården
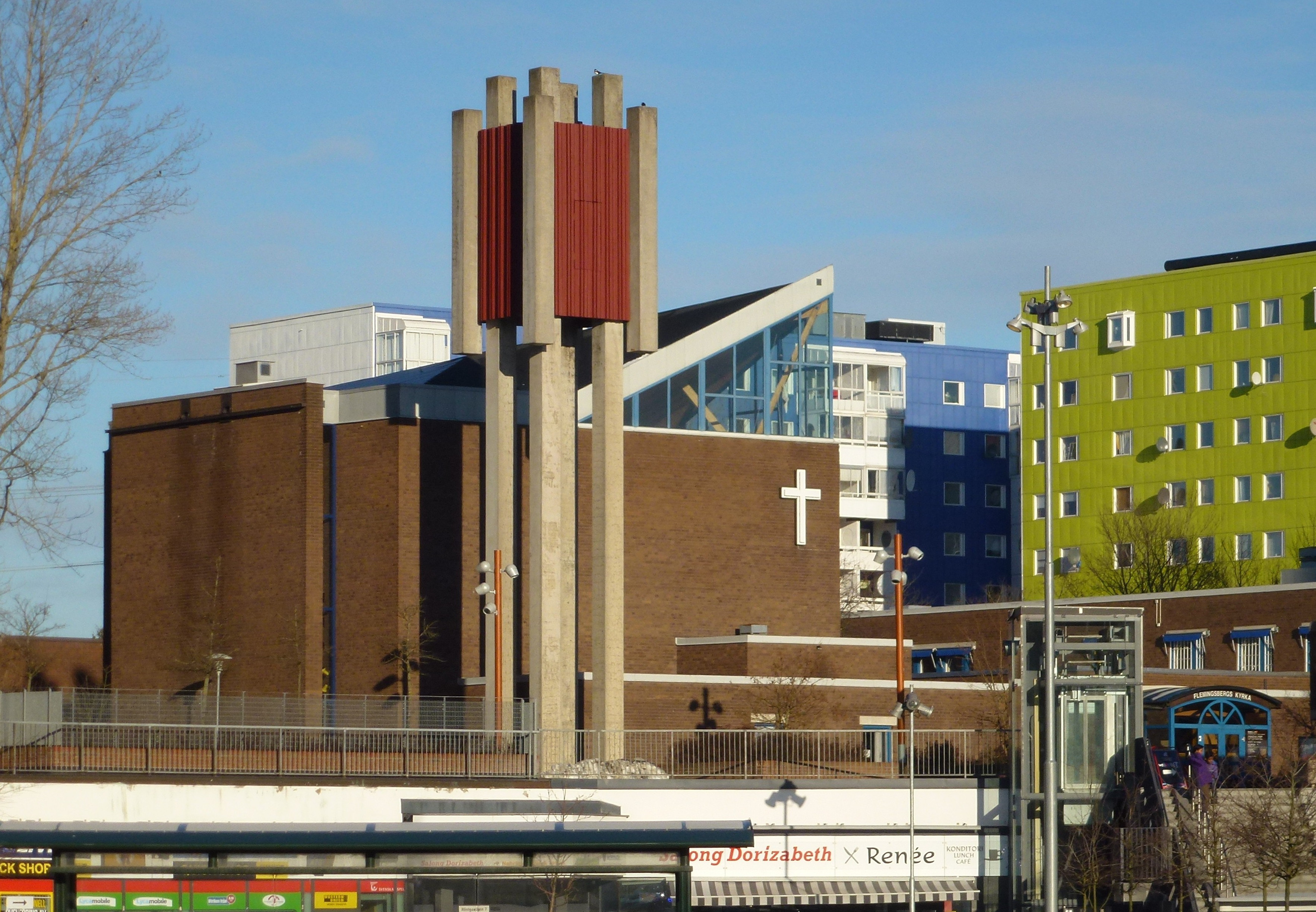
Flemingsbergs kyrka

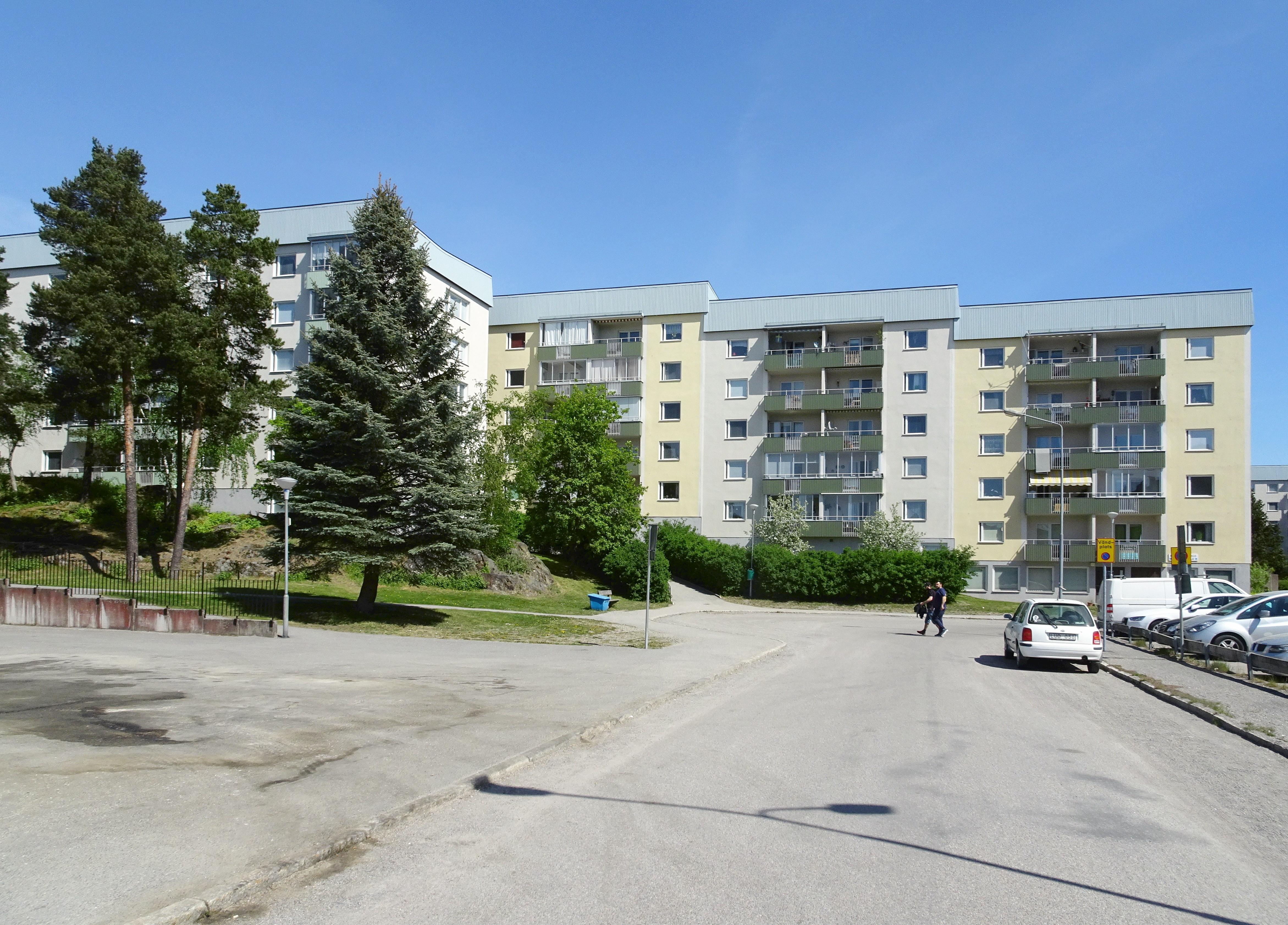
Miljonprogramsområde i Visättra
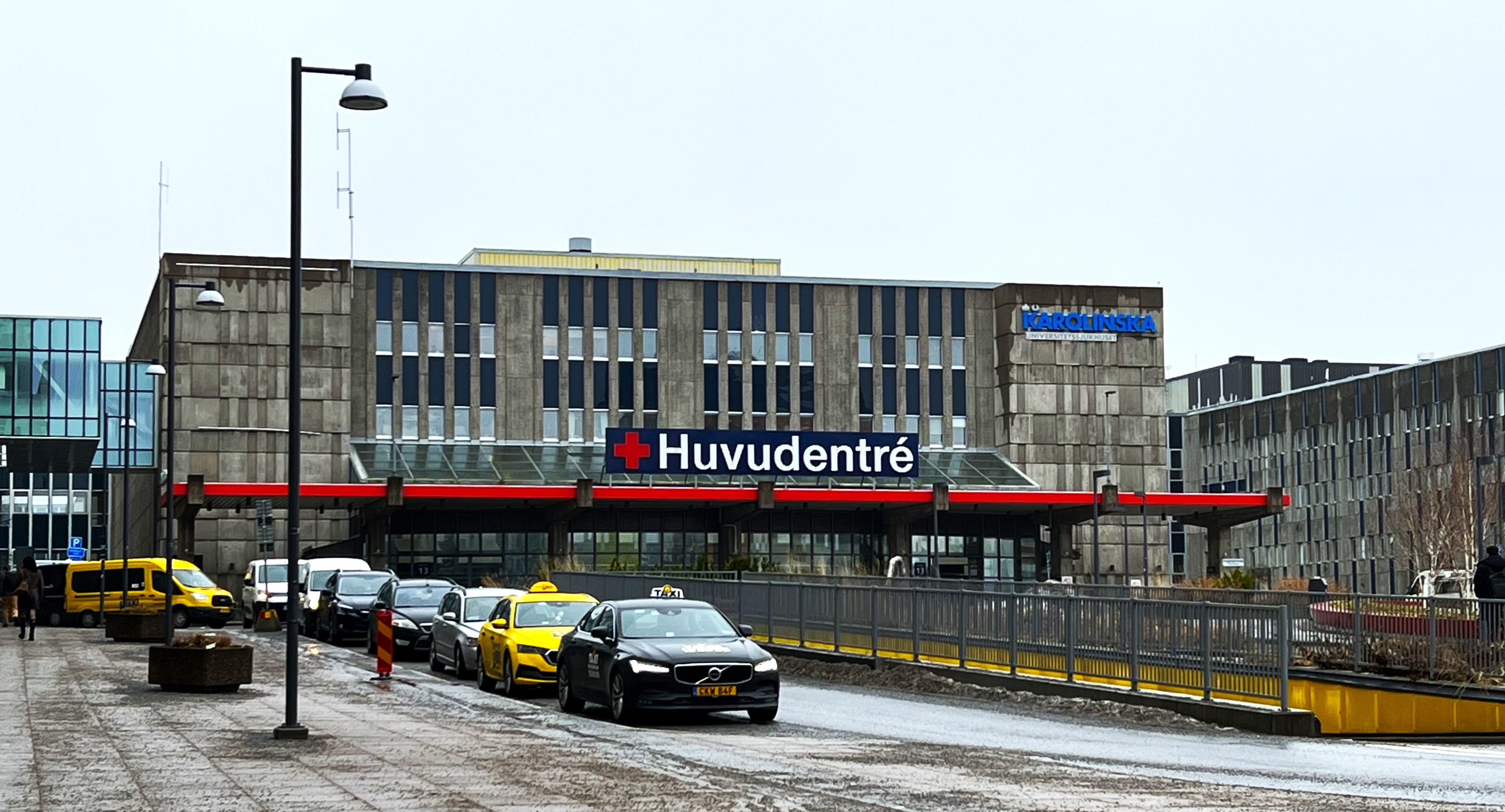
Karolinska universitetssjukhuset
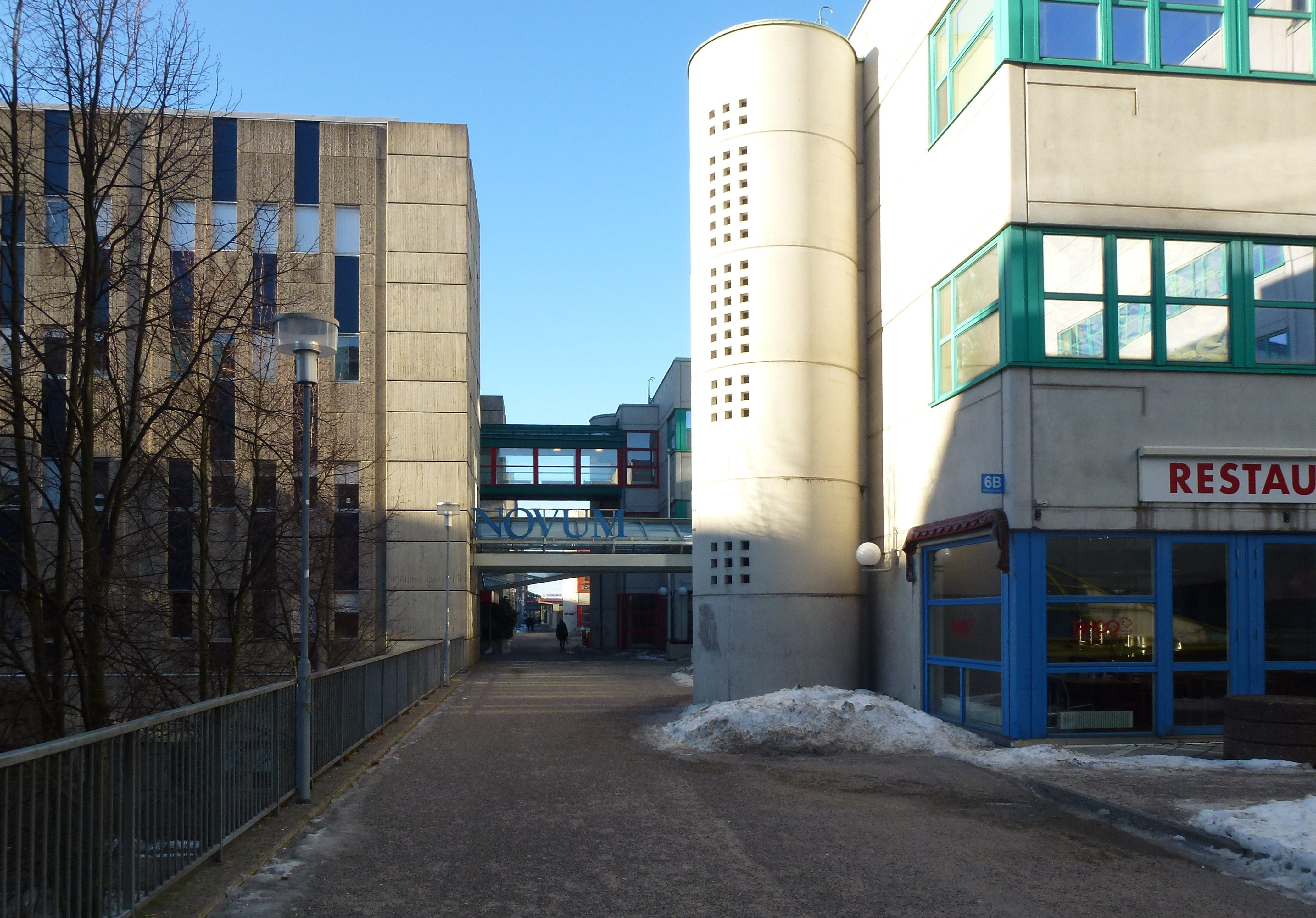
Novum Forskningspark
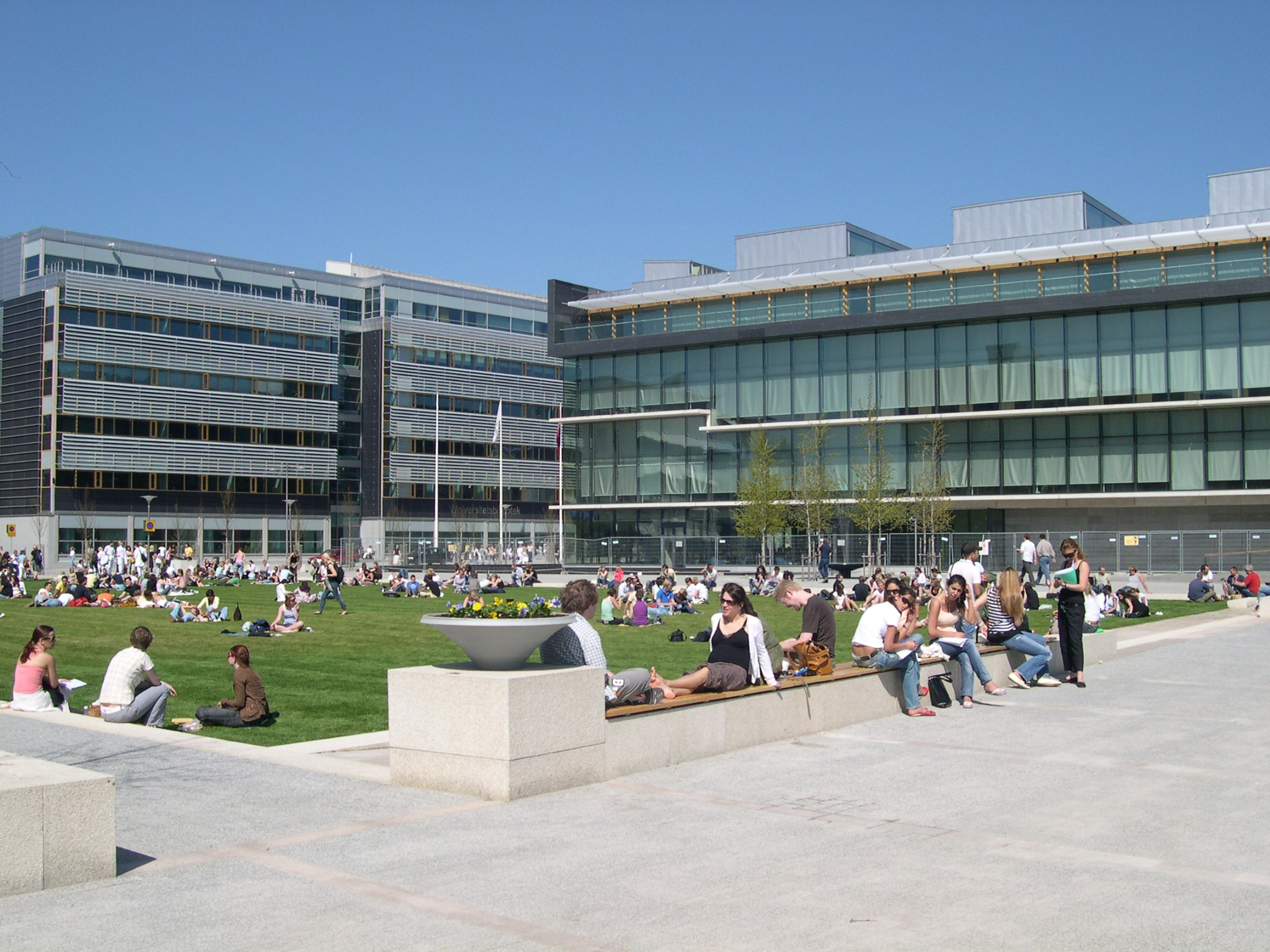
Södertörns högskola
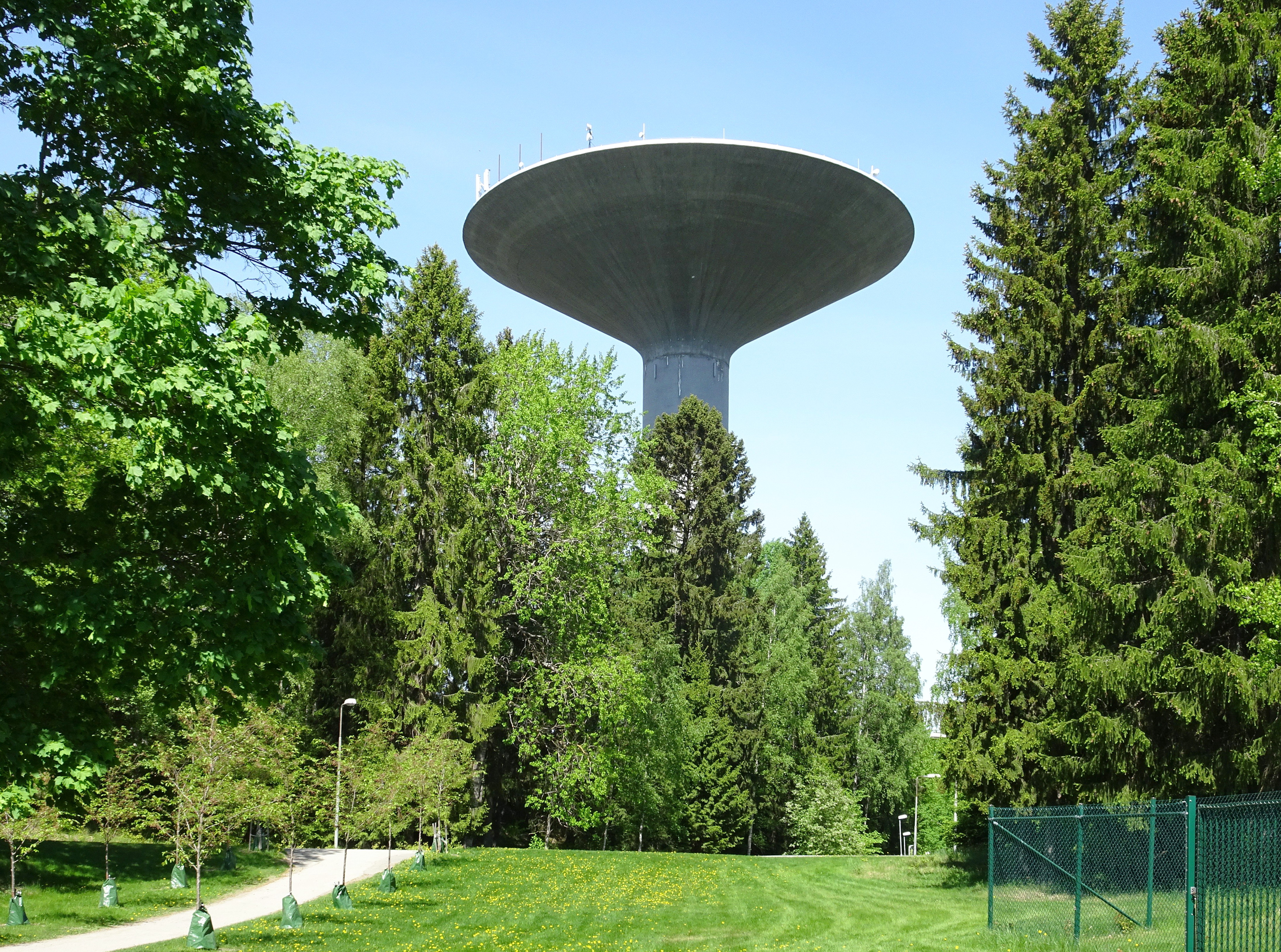
Flemingsbergs vattentorn

## Grundskolor
- Annerstaskolan
- Kästaskolan
- Södertörns friskola
- Vistaskolan
- Visättraskolan

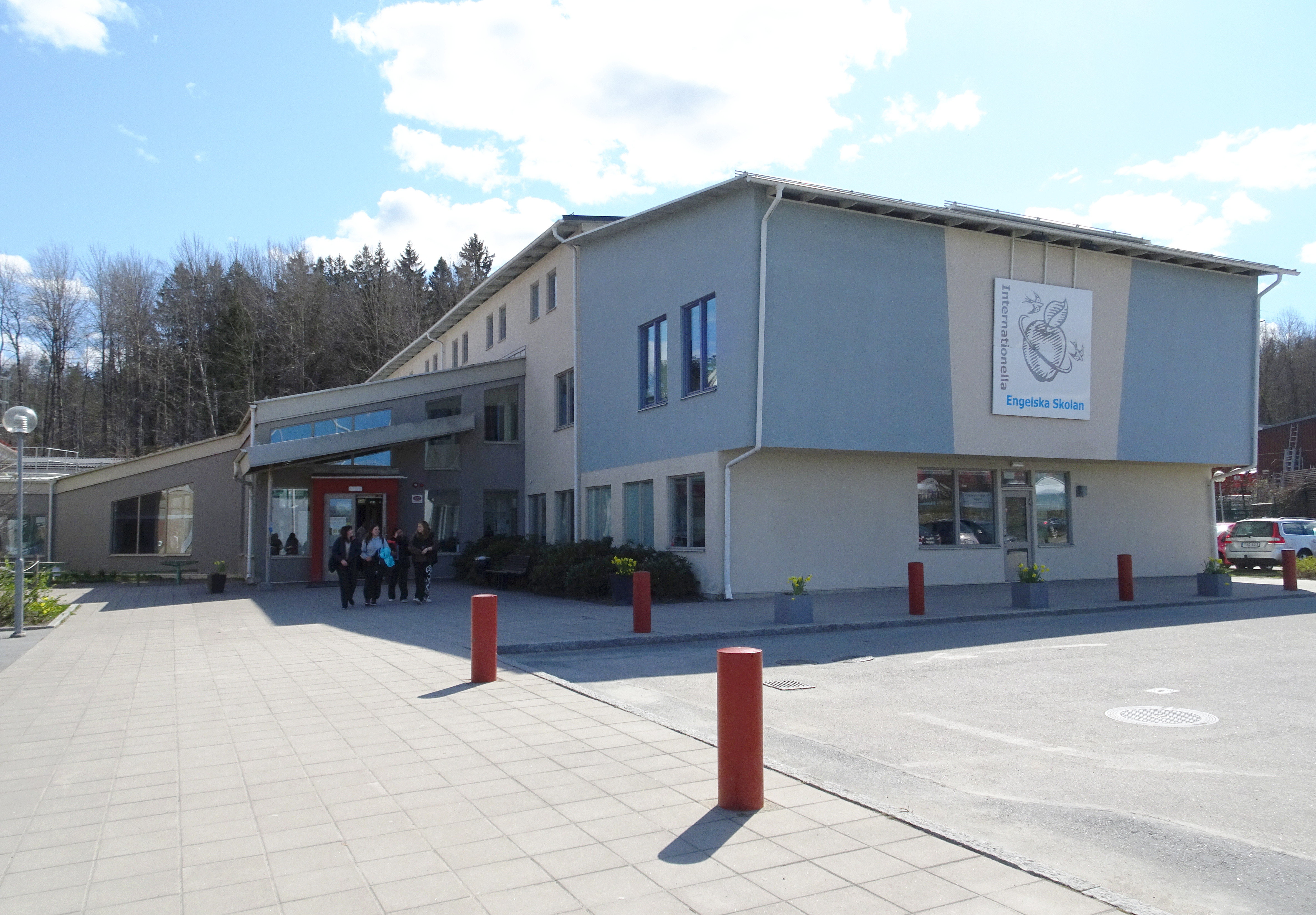
Engelska Skolan.

- Internationella Engelska Skolan i Huddinge

## Flemingsbergs station

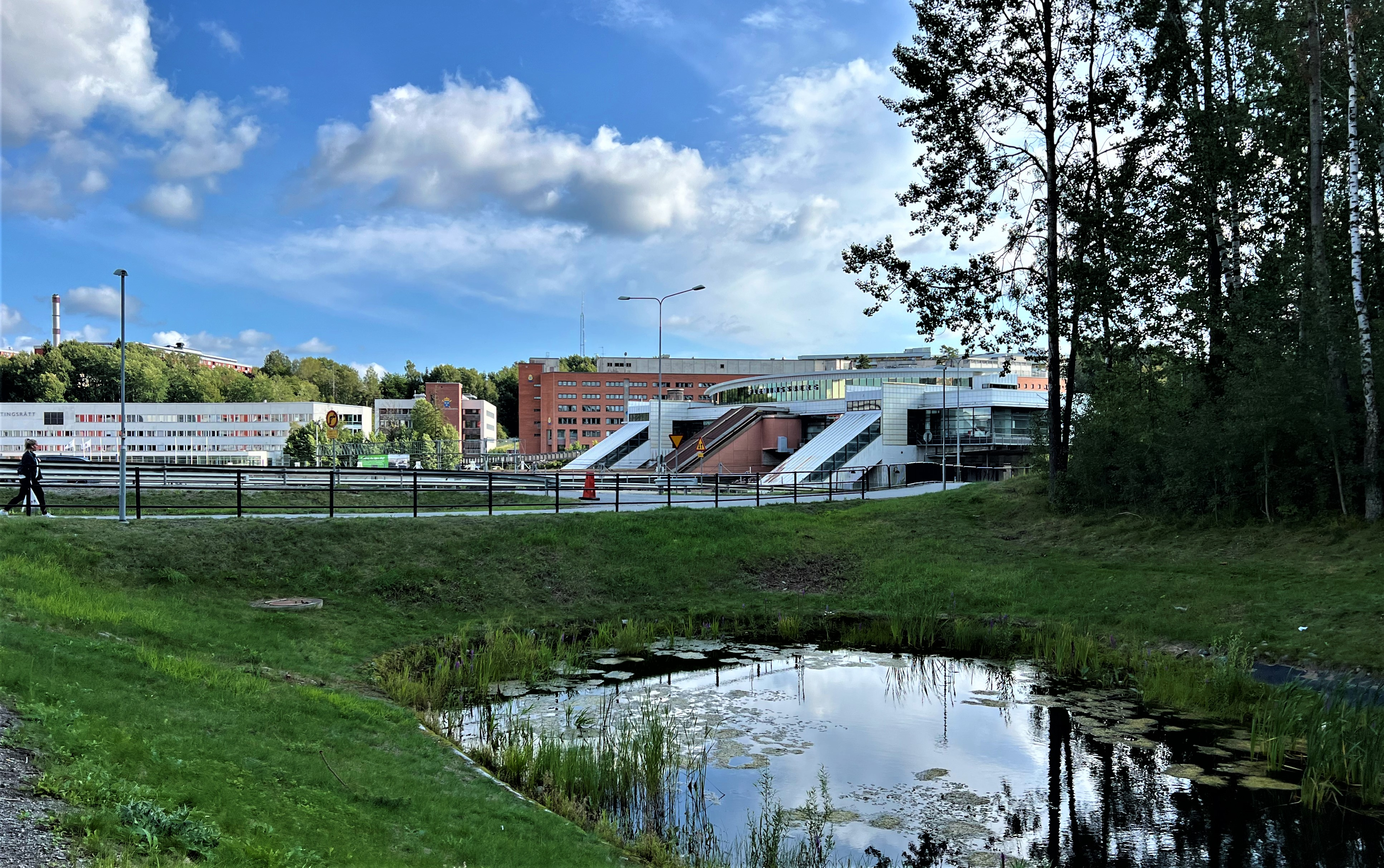
Flemingsbergs station

Flemingsberg har en vältrafikerad järnvägsstation för persontrafik. Järnvägar går i tre riktningar från Flemingsberg. Mot Södertälje centrum går pendeltåg. Mot Södertälje Syd och vidare söder- och västerut går fjärrtåg och regionaltåg. Mot Stockholm går alla tågslag.
Pendeltågsstationen togs i bruk 1987. När Grödingebanan togs i bruk blev den även fjärrtågsstation och fick då dubbelnamnet Stockholm Syd Flemingsberg. Tanken var att locka dem som helst åker bil hemifrån, och undviker SL, att parkera vid Flemingsberg i samband med tågresor. Sedan 2001 heter stationen åter enbart Flemingsberg.

## Sport- och friluftsliv

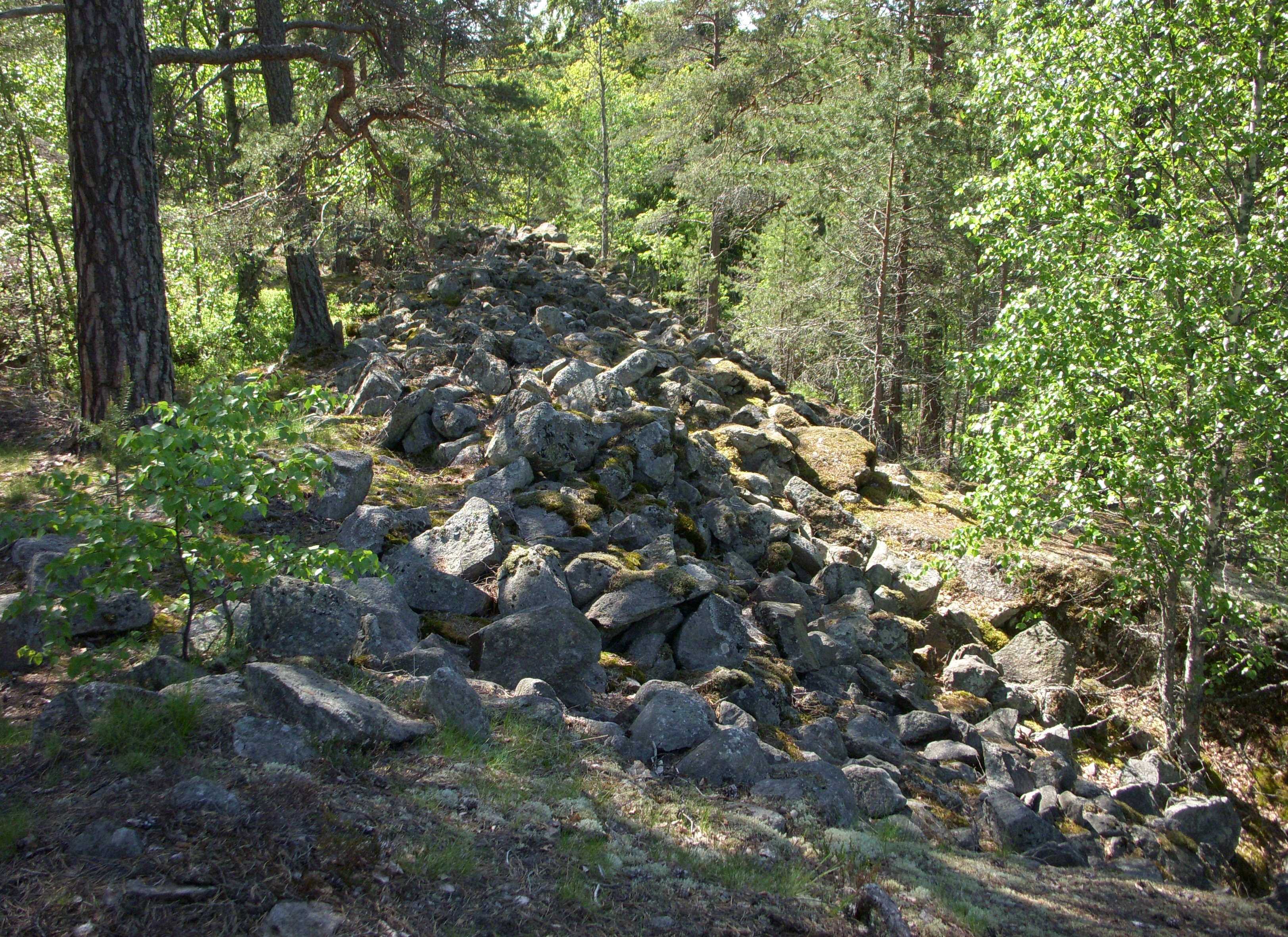
Stensättra fornborg i Flemingsbergsskogens naturreservat.

- Flemingsbergsskogens naturreservat ligger i nära anslutning till Visättra Sportcenter. Ett naturområde där skogen lämnats ifred och skogen blivit vildvuxen och trolsk. Fåglarna häckar i den närliggande Flemingsbergsviken och Flemingsbergsvikens våtmarksanläggning.
- Gömmarens naturreservat med sjön Gömmaren, känt för sina bad och fiskevatten ligger delvis i Flemingsberg kommundel, cirka tre kilometer fågelvägen från Flemingsbergs Centrum.
- Huddingeleden går förbi Visättra fornborg och Flemingsbergsvikens våtmarksanläggning och följer här den Gamla sockenvägen Flemingsberg – Lissma.
- Sverigeleden är en cykelled som går genom hela Sverige från norr till söder. Den går genom Flemingsberg bakom Karolinska Universitetssjukhuset på vägar med lite biltrafik.
- Sörmlandsleden går förbi i skogen vid Visättra sportcenter.
- Visättra sportcenter med konstfrusen ishockeyrink, fotbollsplaner, tennisbanor, promenadvägar och andra aktiviteter lockar både ung och gammal sommar som vinter.
- Flottsbro friluftsområde ligger i Flemingsberg kommundel, ungefär tre kilometer från Flemingsbergs Centrum fågelvägen. Flottsbro är känt för sin alpina skidbacke vintertid. Bad, stuguthyrning, camping och mountainbikebanor sommartid. SM i mountainbike avgjordes i Flottsbro år 2004.
- Gamla sockenvägen Flemingsberg – Lissma är en historisk färd- och kyrkväg. Vägen sammanlänkade bland annat gårdarna Flemingsberg, Stensättra, Sundby, Björksättra samt Lissma med Huddinge kyrka. Stora delar av den gamla färdvägen är fortfarande bevarade och nyttjas numera som vandringsled för delar av Huddingeleden.

## Karta

Kartblad ”72 Flemingsberg” ur Officiell karta över Stockholmstrakten år 1969.

## Demografi
Folkmängden i Flemingsberg är cirka 15 700 varav  57 procent utrikes födda (2019).